# McKayla Maroney
McKayla Rose Maroney (ur. 9 grudnia 1995 w Aliso Viejo w Kalifornii) – amerykańska gimnastyczka, dwukrotna medalistka olimpijska z Londynu, trzykrotna mistrzyni świata.

## Życie prywatne
McKayla Rose Maroney urodziła się 9 grudnia 1995 roku w Aliso Viejo w Kalifornii jako córka Mike'a i Erin Maroneyów. Ma dwójkę rodzeństwa: siostrę Tarynn i brata Kava. Jej ulubionym bohaterem z dzieciństwa był Tarzan, którego często oglądała w telewizji. Pewnego dnia powiedziała: "Lubię oglądać Tarzana i chciałabym biegać na czworaka, jak on". Za namową mamy zaczęła trenować gimnastykę, by osiągnąć wymarzony cel. Tak zaczęła się sportowa kariera Maroney.

## Kariera
McKayla Maroney ma w swoim dorobku dwa złote medale mistrzostw świata z 2011 roku, które odbyły się w Tokio, a także złoty i srebrny medal mistrzostw USA (Visa Championship) z 2011 roku.

### Londyn 2012
Reprezentowała Stany Zjednoczone na igrzyskach olimpijskich 2012 w Londynie. 31 lipca zdobyła wraz z reprezentacją USA złoty medal w drużynowym wieloboju.
5 sierpnia startowała indywidualnie w konkurencji skoków kobiet. W eliminacjach odniosła pewne zwycięstwo. W finale była główną faworytką do olimpijskiego złota. Pierwszy skok Maroney był bardzo udany – otrzymała zań notę łączną 15,866 pkt, jednak druga próba była mniej udana (14,300 pkt). W całym konkursie Maroney otrzymała notę łączną 15,083 pkt i zdobyła srebrny medal, tracąc mistrzostwo olimpijskie na rzecz reprezentantki Rumunii Sandry Izbașy. Podczas ceremonii dekoracji nie ukrywała swojego niezadowolenia – Rosjance, która chciała pocałować zdenerwowaną gimnastyczkę z USA, zaprezentowała zdecydowaną dezaprobatę. Zdjęcie niezadowolonej Maroney z ceremonii dekoracji stało się bardzo popularne w internecie, szybko zyskując rangę memu.